# Biblioteca Publică de Drept
Biblioteca Publică de Drept (BPD), cu sediul în municipiul Chișinău, a fost fondată la 24 mai 2001 cu susținerea financiară a Fundației Soros-Moldova, a Institutului pentru Inițiative Juridice (Budapesta) și a Bibliotecii Municipale „B.P. Hasdeu”.
Filiala are un număr mare de utilizatori activi (10.464), multiple împrumuturi de carte și ediții periodice (în anul 2019 circa 79.807), accesări de baze de date legislative (42 629).

## Colecția
Fondul de carte al bibliotecii cuprinde 18.727 exemplare (2018) și reprezintă unul dintre cele mai actuale și unice în Republica Moldova colecții a subdomeniilor juridice, precum și a genurilor de documente (acte normative, monografii, cursuri universitare etc.) și a acoperirii lingvistice a acestora (română, rusă, engleză și franceză). Colecția de referință cuprinde peste 300 de titluri de dicționare și enciclopedii specializate pe domenii ale dreptului, precum și dicționare de ordin general, îndrumare și ghiduri. Acte normative, peste 1.500, includ acte juridice, emise de Guvern și de alte autorități ale administrației publice centrale și locale în temeiul normelor constituționale și legale ale Republicii Moldova, României și a Federației Ruse. La fel cuprinde Constituțiile și Codurile unor țări europene (Italia, Franța, Germania etc.). Cartea științifică și didactică constituie peste 13 000 de exemplare de carte în limbile română, rusă, engleză și franceză. Achizițiile includ preponderent noile apariții autohtone și publicațiile editurilor juridice lider din România, Rusia, Anglia, Franța și SUA. Colecția include o donație de carte veche, cca 70 titluri din domeniul jurisprudenței de la Biblioteca Publică din Cluj, România, cea mai veche datând din 1925.

## Servicii
BPD își profilează viziunea în forma accesului la resurse juridice în format electronic, furnizării serviciilor de referință în mediul electronic, împrumutului la domiciliu, evenimentelor și relațiilor comunitare prin lansări de carte, seminarelor și lecțiilor publice etc.
Serviciul „Lex Expert oferă instruiri în consultarea și aplicarea bazelor de date juridice: Jurist, EBSCO, Hein on Line, iDrept, Legislația CSI.
Serviciul de mediere „Pro Bono” oferă asistența și informarea persoanelor despre avantajele și beneficiile medierii ca metode alternative de soluționare a conflictelor pe cale amiabilă.
Serviciul „eGov” – instruiri în utilizarea serviciilor electronice publice oferite de Portalul Serviciilor publice – un catalog electronic al serviciilor publice prestate de către autorități oamenilor de rând și mediului de afaceri. Instruirile sunt realizate de e-Ambasadori  ai serviciilor electronice publice, acreditați la nivel național pentru a facilita accesul cetățenilor la e-servicii.